# Međunarodni stadion u Alepu
Međunarodni stadion u Alepu (ara. استاد حلب الدولي‎) je višenamjenski stadion s olimpijskim standardom u sirijskom gradu Alepu. Stadion se uglavnom koristi za nogometne utakmice te je najveći u zemlji. Na tom terenu svoje domaće utakmice igra sirijska nogometna reprezentacija a nogometni klub Al-Ittihad neke međunarodne utakmice. Stadion u Alepu je otvoren 2007. te ima 75.000 mjesta. Sam stadion je dio sportskog kompleksa Basil al-Assad koji se nalazi u južnom predgrađu Alepa (područje Salahaddin).

## Izgradnja
Izgradnja stadiona je započela 1980. na temelju dizajna poljskog konstruktora Stanislawa Kusa i sirijskog arhitekta Fawzija Khalefeha. Stadion je trebao biti dovršen do 1987. kako bi bio spreman za Mediteranske igre. Međutim, proces izgradnje je zaustavljen i odgođen zbog financijskih poteškoća. 2003. sirijska Vlada je provela ozbiljan program kojim bi se konačno izgradio stadion.
Početkom 2007. nakon 27 godina od početka gradnje konačno je izgrađen moderni stadion s olimpijskim standardom.
Svečano otvorenje je održano 3. travnja 2007. kada je odigrana utakmica između domaćeg Al-Ittihada i turskog Fenerbahče SK. Utakmica je završena neriješenim rezultatom od 2:2 a odigrana je pred 75.000 gledatelja. Sirijski predsjednik Bašar al-Asad je prisustvovao samoj utakmici te svečanoj ceremoniji otvaranja stadiona.

## Arhitektura
Stadion u Alepu sastoji se od pet razina. Prva razina obuhvaća sam teren s okolnim objektima dok se na drugoj razini nalaze dvorane za trening te različiti sadržaji. Preostale tri razine su dizajnirane kako bi obuhvaćale tribine sa sjedećim mjestima. Prva tribina ima 35.000 mjesta a druga i treća po 20.000. VIP odjel na trećoj tribini (petoj razini) je dizajniran i ukrašen s orijentalnim drvom.
Cijeli sportski kompleks zauzima 33 hektara od čega sam stadion 3,5 hektara. Na stadionu se nalaze dva velika TV ekrana teška 10 tona te svaki promjera 7x15 metara. Sjedala na tribinama su svijetlo plave boje s malim brojem bijelih sjedala na istočnoj tribini, tvoreći tako riječ Alep na engleskom i arapskom jeziku. Na obližnjem parkirališnom prostoru ima mjesta za 8.000 vozila.

## Vanjske poveznice
- World Stadiums